# 資格スクエア
資格スクエア（しかくスクエア）は、日本の資格試験予備校。司法試験対策予備校としては新進気鋭である。司法試験を中心に、法律関係の資格試験の受験指導だけでなく、G検定講座、勉強法講座などユニークな講座を展開している。運営会社は株式会社サイトビジット（所在：東京都千代田区神田錦町）であったが、2021年10月にレアジョブ に譲渡された。

## 概要
2013年11月に鬼頭政人弁護士が「資格スクエア」のベータ版をリリース。
リリースから現在に至るまで様々な講座・サービスを提供している。
従来の司法試験対策予備校と一線を画す箇所は、なんといってもIT技術を用いた指導である。
脳科学ラーニングに基づいた独自アルゴリズムによる問題の出題、SQUAREメソッドと呼ばれる独自の勉強サイクル、講座受講生でなくてもだれでも無料で使える短答対策アプリなど様々な独特なサービスを展開している。

## 沿革
- 2013年11月 - 資格スクエアのベータ版をリリース。
- 2020年8月31日 - 伊藤たける弁護士の公式Twitterにて、「司法試験予備試験講座」（４期・５期）で配布した「基礎テキスト」、「司法書士講座」で配布した「民法Ⅰ」「民法Ⅱ」の各テキスト・スマートフォン向けアプリ[予備試験短答式問題集」等において、他社の出版する書籍を不正に利用しているとのツイートが公開。同日に資格スクエアは「書籍の不正利用に関するお詫び」を公開した。
- 2020年12月7日 - 公式サイトにて8月31日に公表された騒動に関して和解が成立したと報告した。
- 2021年4月 freee株式会社グループに参画。
- 2021年10月15日 - 株式会社サイトビジットから株式会社レアジョブに譲渡されることが発表された。